# Amblyprora acholi
Amblyprora acholi is een vlinder uit de familie spinneruilen (Erebidae). De wetenschappelijke naam is voor het eerst geldig gepubliceerd in 1906 door Bethune-Baker.
De soort komt voor in tropisch Afrika.